# Partido pela Liberdade
O Partido pela Liberdade (nl:Partij voor de Vrijheid, PVV) é um partido político dos Países Baixos, fundado em 2006 pelo político Geert Wilders, após sua saída do VVD. Após as eleições de 2010, o PVV tornou-se o terceiro maior partido do país. De 2010 a 2012 o partido integrou a coligação liderada por Mark Rutte, embora não participasse do Gabinete.
Elegendo 37 deputados, foi o partido mais votado nas eleições para o parlamento dos Países Baixos de 2023.

## História
O partido foi fundado após Wilders discordar da posição do VVD sobre a entrada da Turquia na União Europeia. Wilders deixou o partido e inicialmente, tornou-se um partido de um homem só (Group Wilders). Logo depois, dedicou esforços para formar seu partido.
Em sua primeira eleição, em 2006, o PVV recebeu 5,89% dos votos, ganhando 9 lugares no Parlamento. No ano seguinte, o partido não participou das eleições provinciais, ficando assim, sem representação no Senado.

## Políticas
O partido mistura propostas Liberais e Conservadoras em sua plataforma, classificando-se como de "centro-direita", embora seja rotineiramente rotulado pela mídia como um partido de extrema-direita, devido as suas críticas acerca da imigração islâmica.

### Economia
O partido prega a redução de impostos, e a diminuição de gastos com subsídios governamentais com a imigração. O Partido da Liberdade se opõe a aumento da idade mínima para aposentadoria para 67 anos, contra a abolição do salário-mínimo e contra a redução drástica dos benefícios. O PVV quer mais dinheiro para os seguros sociais, e estes recursos devem vir da redução de programas que Geert Wilders define como "hobbies esquerdista" como políticas de imigração, desenvolvimento, mudanças climáticas e assim, beneficiar o homem comum "Henk e Ingrid".

### Imigração
O partido acredita que a cultura baseada em princípios do Iluminismo, do Humanista e nas raízes cristãs da civilização Ocidental devem ser tomadas como a cultura dominante na Holanda. O partido quer a suspensão da imigração de países não-ocidentais.
Afirma que a imigração muçulmana para a Holanda é um desastre económico, que afecta a qualidade de educação, leva ao aumento da insegurança nas ruas, resultando em um êxodo nas cidades e formação de sociedades paralelas, e uma grave ameaça aos Judeus e aos Homossexuais.

### Segurança
PVV quer uma política de "tolerância zero". Cada autoridade de negociação da polícia deve ser interrompido. A polícia deve exercer sua autoridade sem negociação com criminosos. Defende o aumento das sanções e penas mínimas mais elevadas.

### Ecologia
- Clima:

O partido segue a linha Negacionista, a qual rejeita que as ações humanas resultem em mudanças climáticas.
Ele quer que os Países Baixos se retirem do acordo climático de Paris.
- Direito dos Animais:

O partido propõem penas mais duras para quem submeter animais a maus-tratos. Apoiou a criação de uma Força Policial exclusivamente dedicada à investigação e prevenção de crimes contra os animais, sendo formada por 500 agentes.

## Resultados Eleitorais

### Eleições legislativas

#### Segunda Câmara

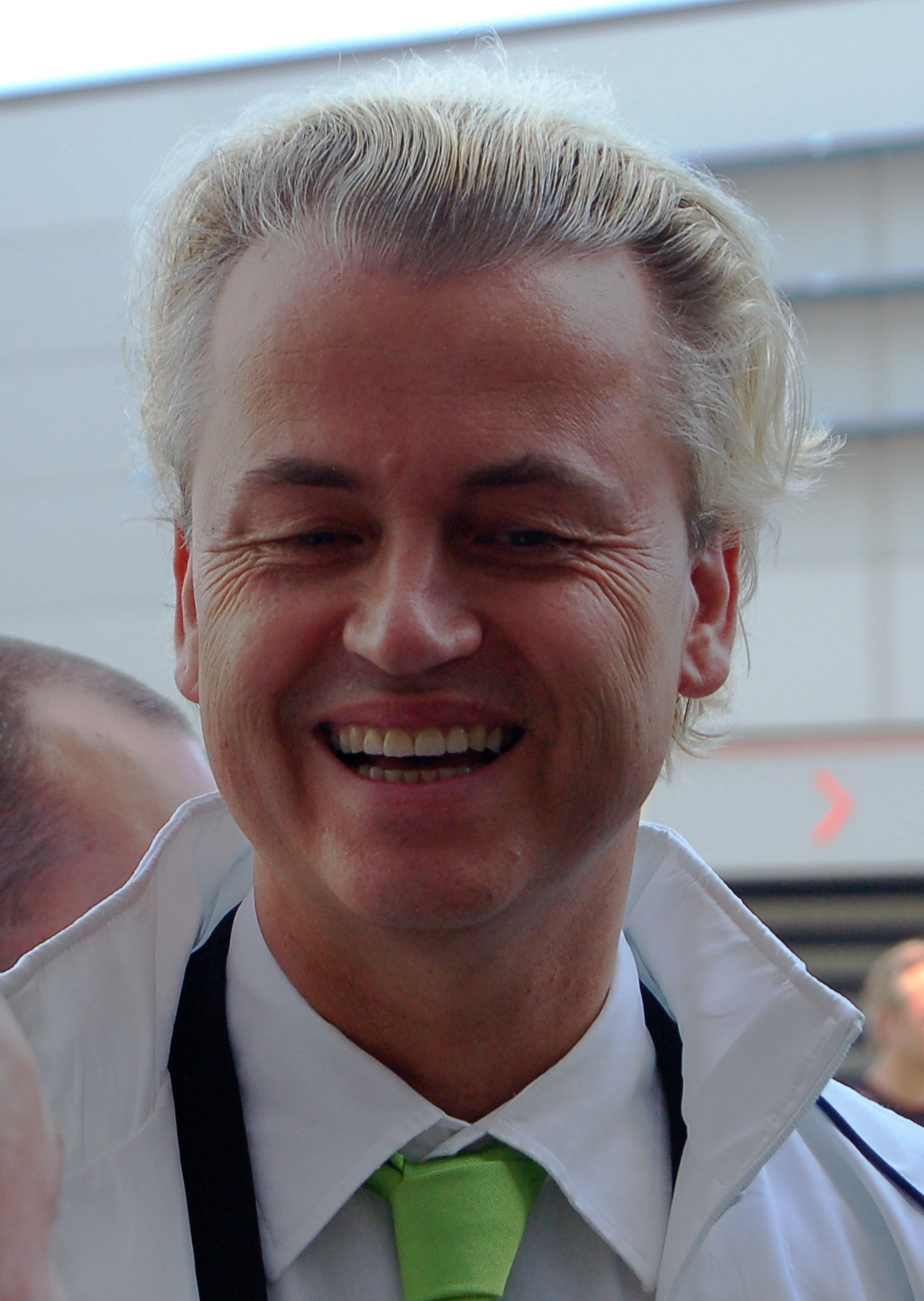
Geert Wilders, líder do partido na Segunda Câmara.

| Data | Líder         | CI. | Votos     | %            | +/- | Deputados | +/- | Status            |
| ---- | ------------- | --- | --------- | ------------ | --- | --------- | --- | ----------------- |
| 2006 | Geert Wilders | 6.º | 579 490   | 5,9 / 100,0  |     | 9 / 150   |     | Oposição          |
| 2010 | Geert Wilders | 3.º | 1 435 349 | 15,5 / 100,0 | 9,6 | 24 / 150  | 15  | Apoio parlamentar |
| 2012 | Geert Wilders | 3.º | 950 263   | 10,1 / 100,0 | 5,4 | 15 / 150  | 9   | Oposição          |
| 2017 | Geert Wilders | 2.º | 1 372 941 | 13,1 / 100,0 | 3,0 | 20 / 150  | 5   | Oposição          |
| 2021 | Geert Wilders | 3.º | 1 115 679 | 10,9 / 100,0 | 2,2 | 17 / 150  | 3   | Oposição          |

#### Primeira Câmara
| Data | Líder            | Cl. | Votos  | %              | +/-  | Deputados | +/- |
| ---- | ---------------- | --- | ------ | -------------- | ---- | --------- | --- |
| 2011 | Machiel de Graaf | 4.º | 21 709 | 13,07 / 100,00 |      | 10 / 75   |     |
| 2015 | Marjolein Faber  | 4.º | 20 235 | 11,97 / 100,00 | 1,10 | 9 / 75    | 1   |
| 2019 | Marjolein Faber  | 7.º | 11 298 | 6,53 / 100,00  | 5,44 | 5 / 75    | 4   |

### Eleições europeias
| Data | Cabeça de lista  | CI.  | Votos   | %              | +/-  | Deputados     | +/- |
| ---- | ---------------- | ---- | ------- | -------------- | ---- | ------------- | --- |
| 2009 | Barry Madlener   | 2.º  | 769 125 | 16,97 / 100,00 |      | 4 / 25 5 / 26 | · 1 |
| 2014 | Marcel de Graaff | 3.º  | 633 114 | 13,32 / 100,0  | 3,65 | 4 / 26        | 1   |
| 2019 | Marcel de Graaff | 10.º | 194 178 | 3,53 / 100,00  | 9,79 | 0 / 26 1 / 29 | 4 1 |

### Eleições municipais
| Data | CI.  | Votos  | %             | +/-  | Lugares    | +/- |
| ---- | ---- | ------ | ------------- | ---- | ---------- | --- |
| 2010 | 12.º | 50 529 | 0,77 / 100,00 |      | 17 / 8 654 |     |
| 2014 | 12.º | 42 378 | 0,63 / 100,00 | 0,14 | 16 / 8 454 | 1   |
| 2018 | 10.º | 94 118 | 1,39 / 100,00 | 0,76 | 75 / 7 886 | 59  |

### Eleições provinciais
| Províncias        | 2011     | 2015     | 2015    | 2019     | 2019 |
| ----------------- | -------- | -------- | ------- | -------- | ---- |
| Brabante do Norte | 8 / 55   | 7 / 55   | 1       | 4 / 55   | 3    |
| Drenthe           | 4 / 41   | 5 / 41   | 1       | 3 / 41   | 2    |
| Flevolândia       | 6 / 39   | 6 / 41   | Estável | 4 / 41   | 2    |
| Frísia            | 4 / 43   | 4 / 43   | Estável | 3 / 43   | 1    |
| Guéldria          | 6 / 55   | 5 / 55   | 1       | 3 / 53   | 2    |
| Groninga          | 3 / 43   | 3 / 43   | Estável | 2 / 43   | 1    |
| Holanda do Norte  | 6 / 55   | 6 / 55   | Estável | 3 / 55   | 3    |
| Holanda do Sul    | 8 / 55   | 8 / 55   | Estável | 4 / 55   | 4    |
| Limburgo          | 10 / 47  | 9 / 47   | 1       | 7 / 47   | 2    |
| Overissel         | 4 / 47   | 5 / 47   | 1       | 3 / 47   | 2    |
| Utrecht           | 5 / 47   | 4 / 49   | 1       | 2 / 49   | 2    |
| Zelândia          | 5 / 39   | 4 / 39   | 1       | 2 / 39   | 2    |
| Países Baixos     | 69 / 566 | 66 / 570 | 3       | 40 / 570 | 26   |